# Expanded Cinema
Expanded Cinema è un saggio scritto da Gene Youngblood nel 1970 e dedicato al cinema d'artista ed a varie tipologie di applicazione dell'immagine in movimento. In questo senso fu il primo libro a considerare il video come una forma d'arte. Expanded Cinema è stato molto influente nell'istituzione del campo delle new media art. Tema centrale del libro è la creazione di un nuovo cinema espanso necessario alla creazione di nuove coscienze.